# 牵牛花池

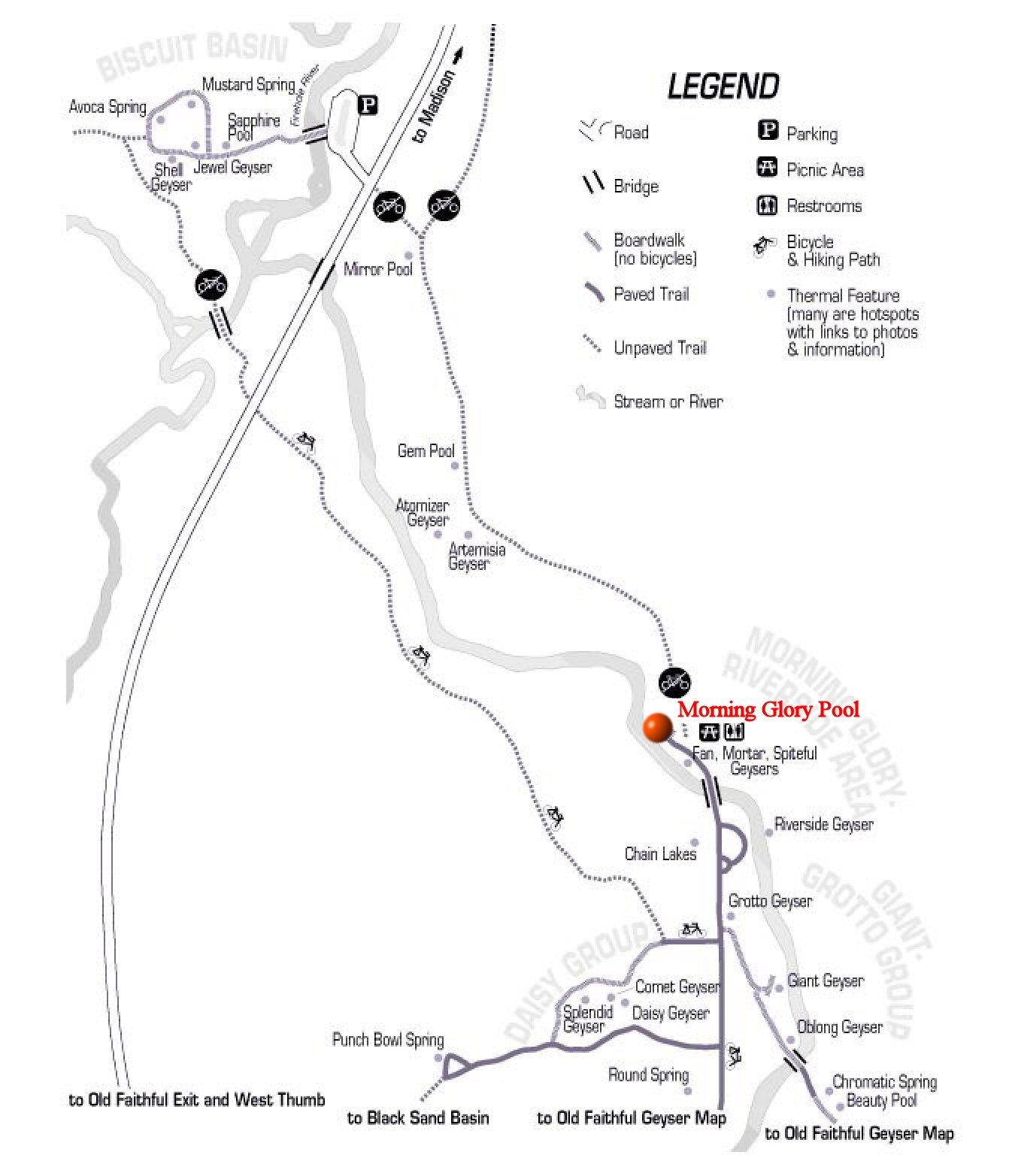
牵牛花池在黄石国家公园的位置。

牵牛花池（英語：Morning Glory Pool）是美国怀俄明州黄石国家公园内的一个温泉，泉水因水中的生活的嗜热细菌而呈现多种颜色。几十年前，牵牛花池呈现出与众不同的蓝色，后来由于游客常常往牵牛花池里扔硬币，祈求好运，导致杂物堵塞泉眼，使池内水温降低，导致池内多种细菌和藻类滋生。目前池水中部呈绿色，周围呈黄色。
- 1916
- 1966
- 1970
- 2005
- 2007